# Chamaegastrodia shikokiana
Chamaegastrodia shikokiana är en orkidéart som beskrevs av Tomitaro Makino och Fumio Maekawa. Chamaegastrodia shikokiana ingår i släktet Chamaegastrodia och familjen orkidéer. Inga underarter finns listade i Catalogue of Life.

## Bildgalleri

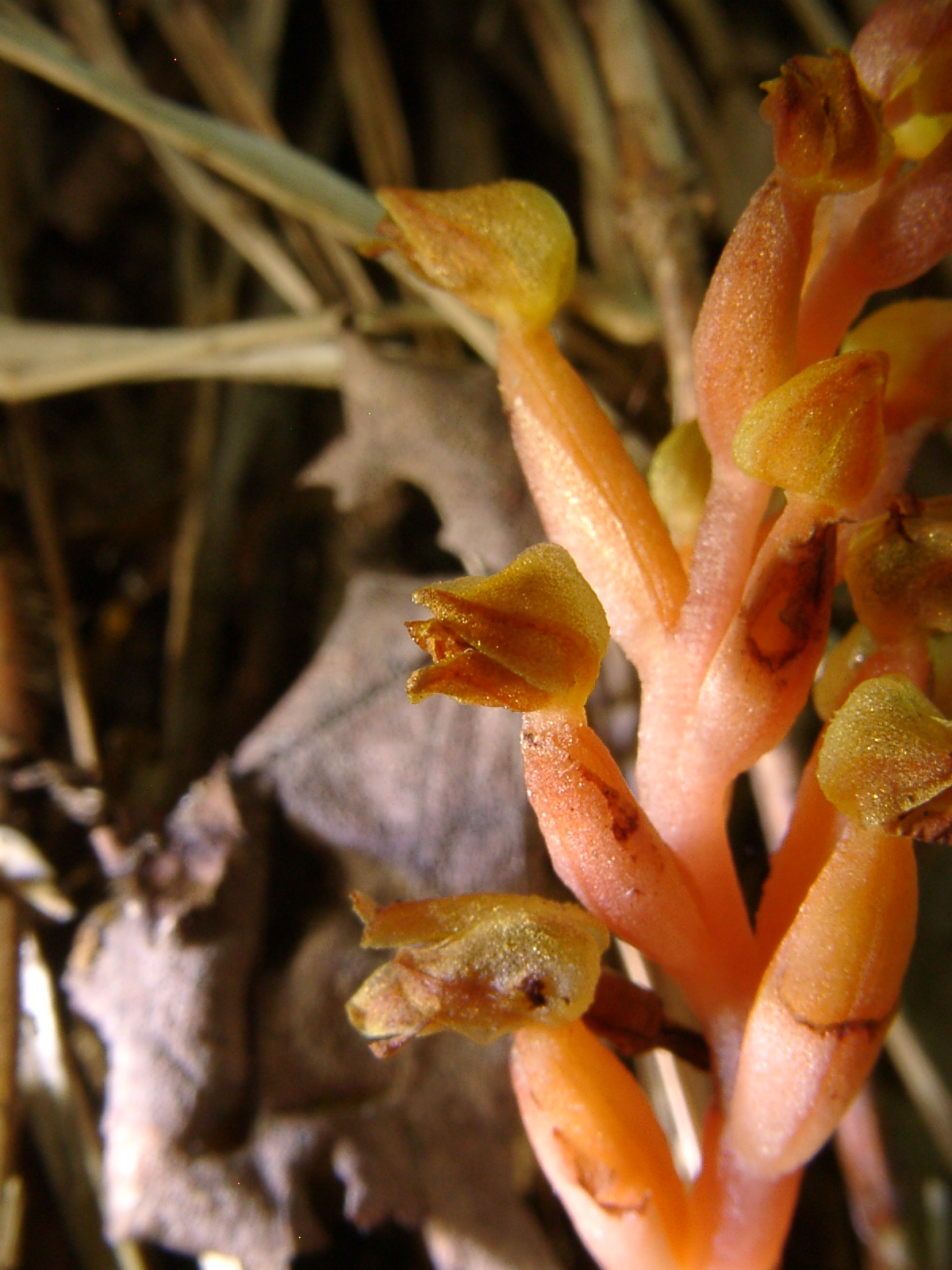
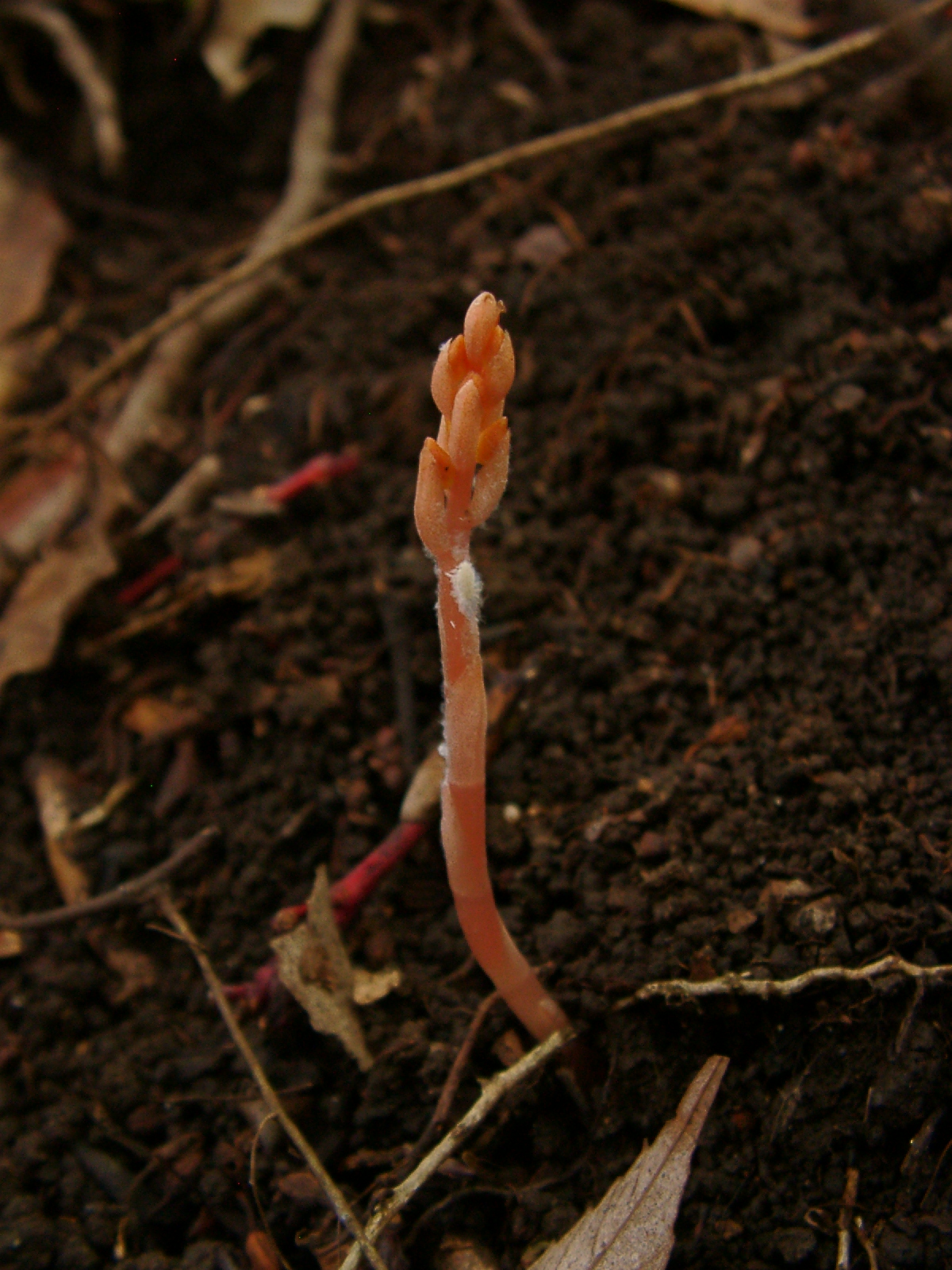
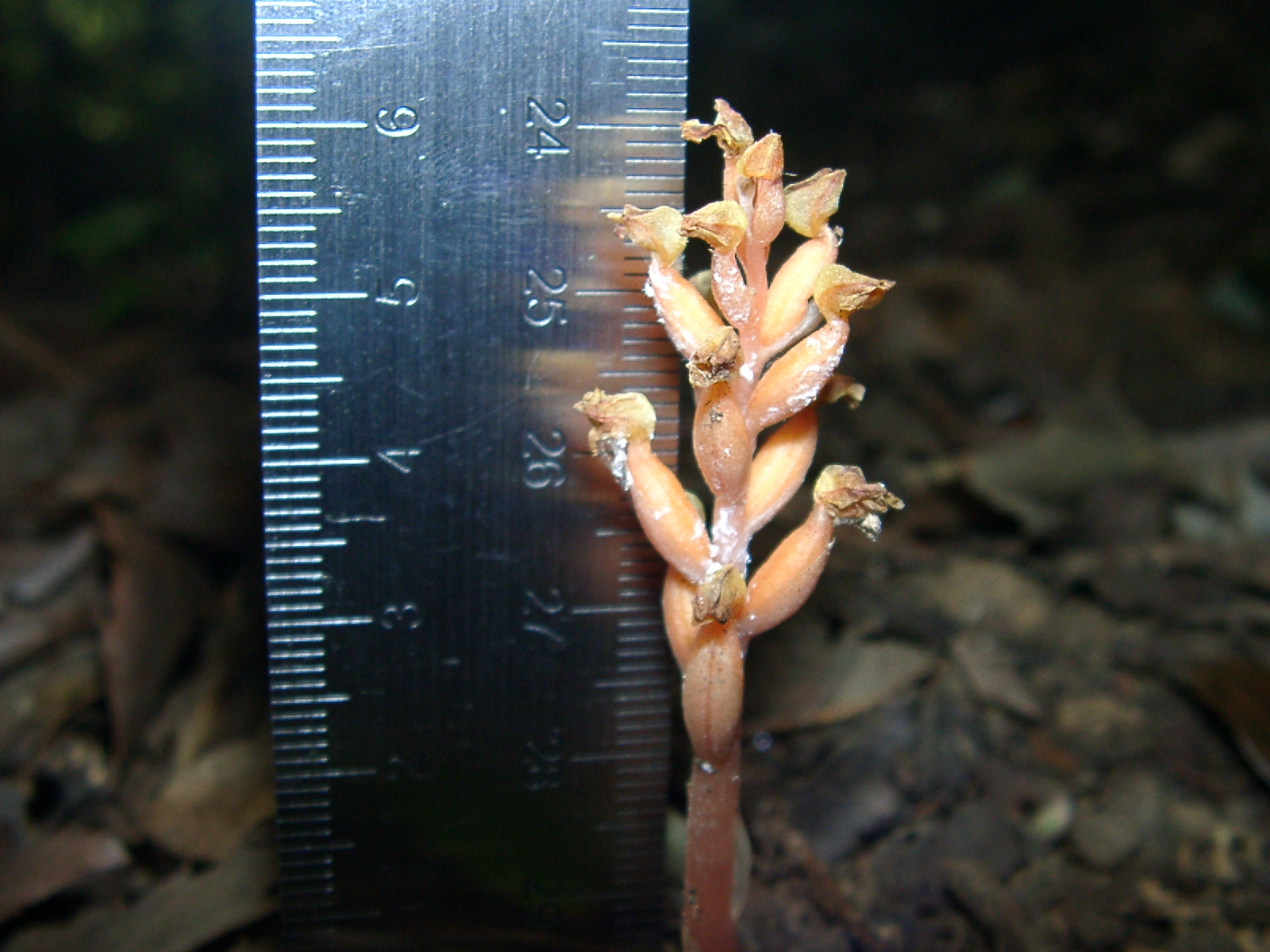